# 地下组织部长
地下组织部长是中国媒体、社会公众对一些地区官商勾结，操纵党政官员升迁的政治掮客的称呼。相对于中国共产党官方握有人事权力的“组织部”，“地下组织部长”往往通过贿赂、利益交换等手段卖官鬻爵，替代官方组织部的作用，往往与当地“黑社会”相勾连。

## 案例
- 云南商人苏洪波：号称云南“地下组织部长”。认识云南省委原常委、秘书长曹建方等很多领导干部，后下海经商，取得原云南省委书记白恩培和秦光荣的信任。[1]
- 四川商人刘汉：左右四川当地人事安排，号称“有大背景、大靠山”的人物。对于能带来利益的官员帮忙提拔升迁；对挡他财路的干部，不择手段予以清除。[2]
- 中国经济时报江西记者站原站长郭海：和中国全国政协原副主席苏荣的妻子于丽芳熟稔后，经常插手江西省人事安排。多名官员为谋求职务晋升通过郭海给于丽芳行贿，于丽芳又将部分受贿款委托给郭海投资打理。[3]
- 云南商人徐某：云南省曲靖市委原副书记李云忠被当地商人徐某胁迫，徐某“推荐”瞿某担任曲靖市委组织部副部长，“推荐”周某担任曲靖市委组织部办公室主任。[4]